# Janet Mondlane
Janet Rae Johnson Mondlane, född Johnson 1935 i Illinois och hennes man Eduardo Chivambo Mondlane grundade den moçambikanska befrielserörelsen Frelimo 1962 i Tanzania. Johnson var chef för det Moçambikanska Institutet i Dar es-Salaam i Tanzania. I början på 1960-talet träffade Janet och Eduardo Mondlane Olof Palme i Stockholm.

## Biografi
Janet Johnson föddes 1935 i Downers Grove, en förort till Chicago, USA. Hennes far var bilmekaniker och hade ett eget företag. År 1961 deltog Johnson i en evangelisk konferens i Geneva, Wisconsin och mötte Eduardo Mondlane som höll ett föredrag om Afrikas framtid. Båda studerade på Northwestern University i Chicago. Fem år senare, när de fått sina examina (B. A. respektive M. A.) gifte de sig och flyttade till New York. De fick tre barn, Eduardo Jr., Chude and Nyeleti.
År 1962 flyttade Janet och Eduardo Mondlane med barnen till Dar es-Salaam för att organisera frihetsrörelserna i Moçambique.

## Moçambikanska Institutet
Paret Mondlane fann att något måste göras för alla Moçambikanska flyktingar som kom över gränsen in i södra Tanzania och Dar es-Salaam. De fick stöd från Ford Foundation för att starta en skola för flyktingarna. Men Portugal klagade hos den amerikanska regeringen och Ford Foundation drog sig ur efter ett år. I stället erbjöd sig Kyrkornas världsråd att finansiera flyktinghjälpen under ett år. Mondlane vände sig sedan till Sverige  och den svenska regeringen beslöt att stödja Moçambikanska Institutet och flyktingskolan i Dar es-Salaam.

## Republiken Moçambique

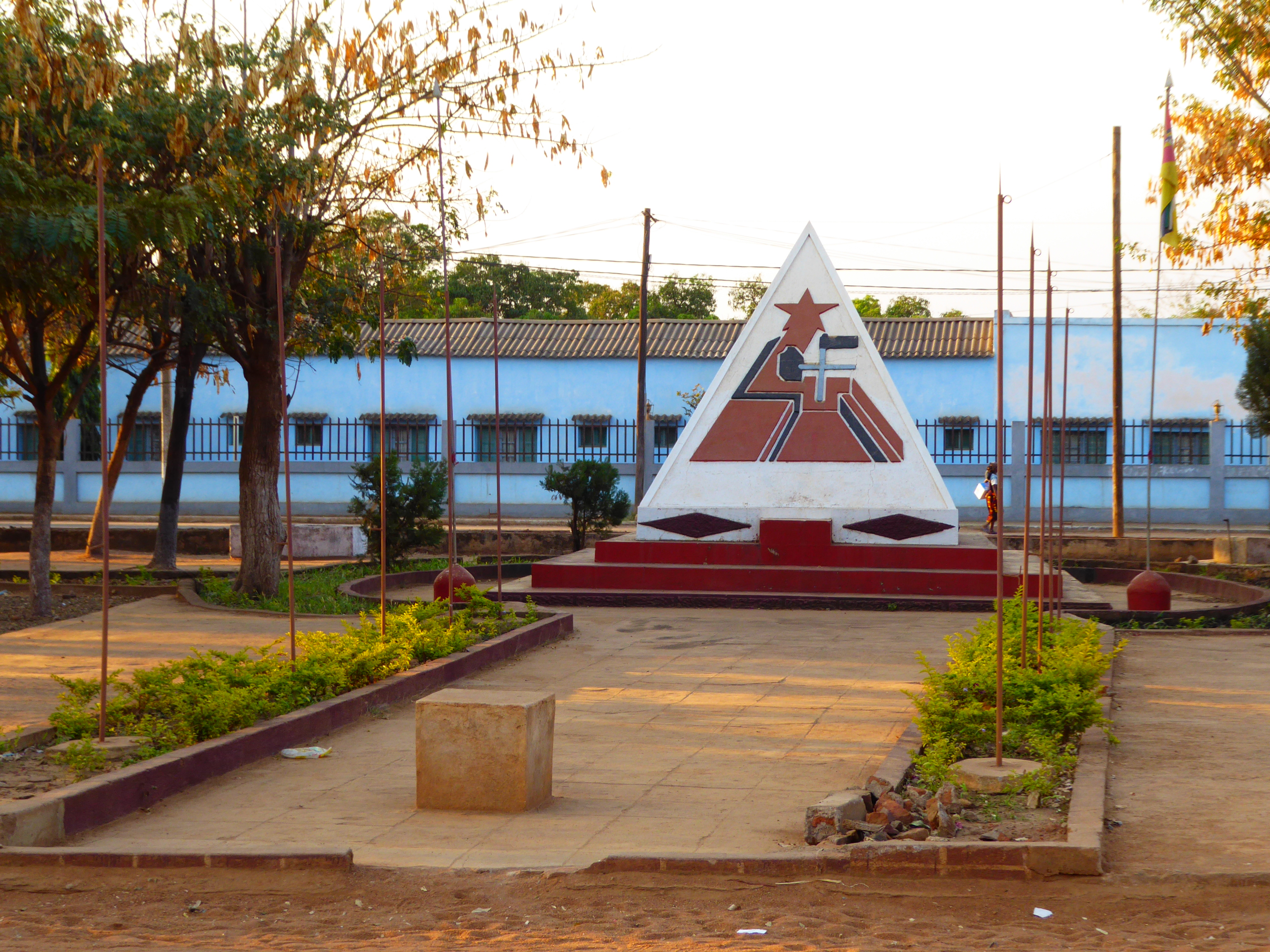
Torget med Monumentet för Moçambiques hjältar i Cuamba

Efter självständigheten 1975 fick Mondlane en post i regeringen. År 1996 grundade hon Eduardo Chivambo Mondlane-stiftelsen. 2000 blev hon generalsekreterare i Nationella AIDS-kommissionen och 2011 hedersdoktor inom pedagogik vid Eduardo Mondlane-universitetet i Maputo.
Den 3 februari 2016 var Janet Mondlane och sönerna Eduardo Jr, Chude and Nyeleti närvarande då presidenten Filipe Nyusi lade en krans vid Monumentet för Moçambiques hjältar.